# Et nyt liv
"Et nyt liv" er den trettendeepisode af den danske tv-serie Matador. Den blev skrevet af seriens skaber Lise Nørgaard, og den instrueret af Erik Balling. 
Afsnittet foregår i 1937-1938.

## Handling
Skjerns Magasin bliver udvidet til et varehus i 3 etager. Mads Skjern køber også en stor villa ved fjorden, som tidligere har været ejet af købmand Munk.
Hans Christian Varnæs og Maude rejser til Paris for at redde deres ægteskab. Kort efter finder Maude ud af, at hun er gravid, og de får barnet Helle.
Jørgen Varnæs sælger sin praksis og bliver administrator for Graas Klædefabrik. Kort efter køber Mads Skjern en stor aktiepost i fabrikken fra baron Von Rydtger.
Elisabeth Friis har planer om at forlade byen, men hun ender med at blive, da hun får jobbet som hjælpeorganist, fordi doktor Hansen har hjulpet med jobansøgningen.
Viggo Skjold Hansen sælger halvdelen af sine aktier i Korsbæk Bank. Til gengæld køber han en del af Varnæs baghave sammen med et konsortie, så han kan opføre et stort garageanlæg.
Agnes og Lauritz Jensen får drengen Knud.